# Moreno (ciudad)
Moreno es la localidad cabecera del partido homónimo en la provincia de Buenos Aires, Argentina. Se encuentra 36 km al oeste del centro de la Ciudad de Buenos Aires y a 24 km de su acceso más cercano a la capital argentina. Forma parte del aglomerado urbano del Gran Buenos Aires, también conocido como AMBA.

## Toponimia

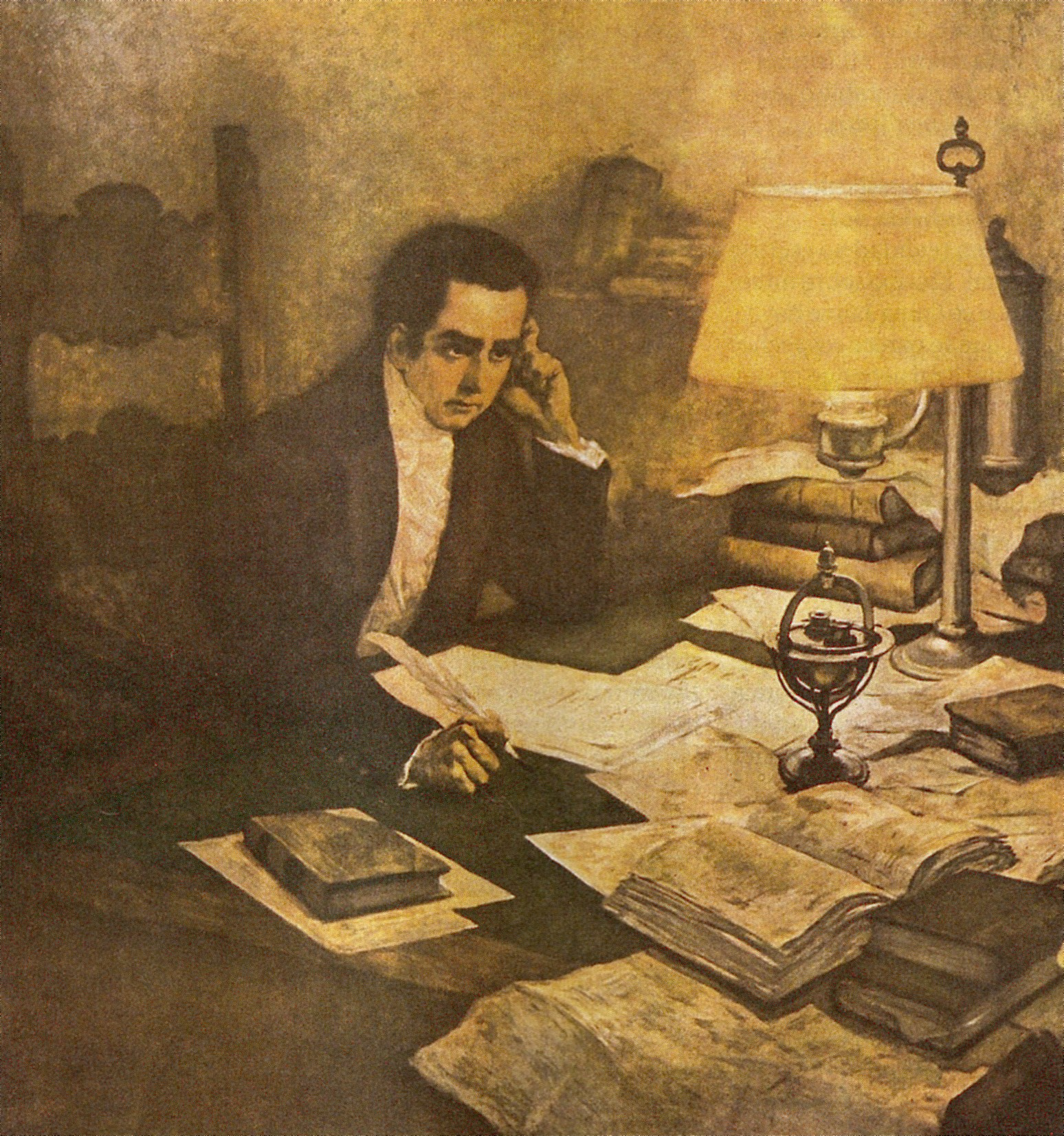
Mariano Moreno (1778-1811).

El nombre Moreno es en homenaje al abogado argentino Mariano Moreno, uno de los personajes más importantes durante la época de la Revolución de Mayo en 1810 y los primeros años de vida de la República Argentina.

## Distancias
- Ciudad Autónoma de Buenos Aires 36 kmVegetación en el inicio de la primavera desde la ciudad Mariano Moreno Buenos Aires Argentina

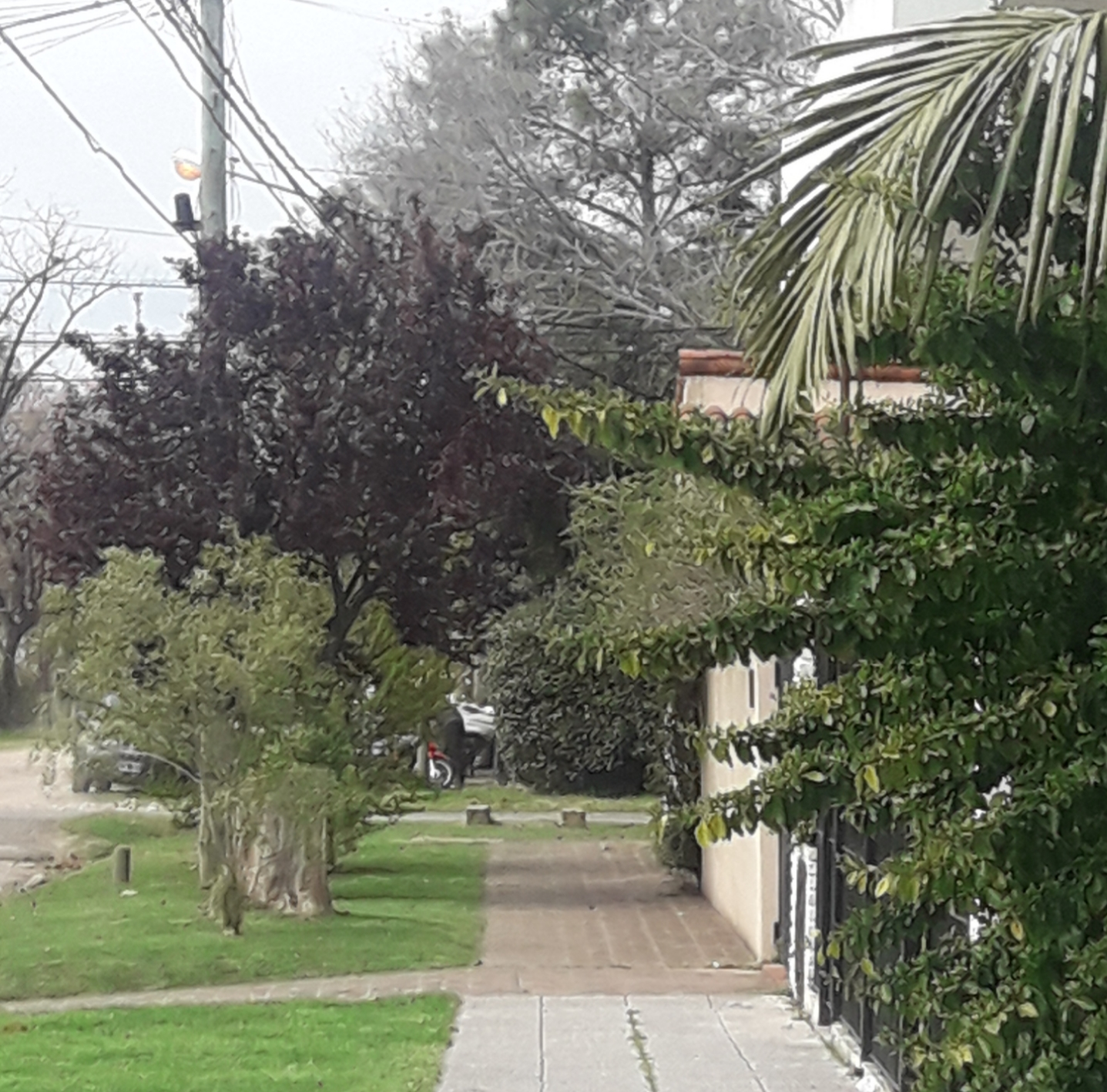
Vegetación en el inicio de la primavera desde la ciudad Mariano Moreno Buenos Aires Argentina

- Merlo 5,6 km
- General Rodríguez 15,6 km
- Luján 34 km
- San Miguel 14,4 km
- Trujui 8,4 km
- Marcos Paz 20,5 km
- Morón 16,1 km
- Mercedes 62,4 km
- Ituzaingó 12,9 km

## Historia
Desde fines del siglo XIX se han encontrado yacimientos arqueológicos, con elementos de la cultura industrial querandí en Moreno, y grandes paraderos. Los restos de cerámicas y de huesos de animales que comían son todo lo que queda de una "Gran Nación", al decir de los conquistadores. Hay quienes suavizan el final de esa Nación citando la hipótesis de mestizaje con otros pueblos originarios. Sí está aceptado que sus poblaciones eran diezmadas por las enfermedades exóticas de los europeos. Ya en 1605, ocurre una epidemia severa de viruela. Mataba al unísono a los esclavos negros y a los trabajadores originarios por no tener inmunidad. En mayo de 1711, nuevamente otra epidemia de viruela los mataba. 
- 1806 y 1807: el Río de las Conchas (hoy Río de la Reconquista), recibe enemigos: las Invasiones Inglesas. El 30 de julio de 1806, tropas de Olavarría, Pueyrredón y Martín Rodríguez se unen en Luján, para seguir rumbo a Buenos Aires.
- 1808: María Bartola Márquez vende a su hijo Francisco Álvarez un campo. Éste a su vez adquiere más tierras en la zona, hasta que su hijo Francisco funda la Estancia "La Estrella".
- 1810: la Primera Junta determina al Puente de Márquez como punto de reunión para la formación del Ejército Expedicionario al Alto Perú, que se forma por los regimientos de Patricios, Arribeños, Pardos y Morenos.

### ElFerrocarril Sarmiento
- Enero de 1853: el Gobierno de la Provincia de Buenos Aires da la concesión a la "Soc. Anón. del Camino de Hierro de Buenos Aires al Oeste" (los socios eran hacendados porteños). Y el Estado dio a la empresa la tenencia de las tierras adyacentes.
- Agosto de 1857: se promulga la ley 1711 que autoriza la extensión del FF.CC. de Flores al Río de las Conchas. Y se inaugura el camino de hierro al oeste, entre la "Plaza Del Parque" (actual plaza Lavalle - Teatro Colón) y Floresta, pasando por la "Plaza 11 de Septiembre" (hoy plaza Miserere-Once) y el pueblo de Flores (actual Barrio de Flores).
- Febrero de 1858: el gobernador Valentín Alsina da la propiedad a Amancio Alcorta de los campos que ocupaba desde 1836. Y en agosto de 1858 se mensura la "Estancia Paso del Rey" de Alcorta.
- Diciembre de 1859: se habilita la Estación Merlo y ya se construye el puente sobre el río y la "Estación Moreno". Nunca se prestó atención a la queja del Fiscal de Estado por la escritura a favor de Alcorta.

### Palacio Municipal
En 1910, el partido de Moreno tenía solo 4 500 pobladores. Ese año fue colocada la piedra fundacional del edificio comunal. El acto, cargado de pompa, fue enmarcado en el Centenario de la Revolución de Mayo, como tributo a los próceres de 1810 y a Mariano Moreno, uno de sus precursores, cuyo apellido da nombre al distrito y a la Plaza Mayor, frente a la cual se levantó la Casa Municipal. Construido por Adolfo Forcella, de acuerdo con ciertas modas de la época, fue inaugurado el 31 de marzo de 1912, en la misma fecha de la creación del alumbrado público, el hospital y el empedrado, en el partido de Moreno. Por sus líneas arquitectónicas y el lujo con el que fue ambientado, pasó a ser conocido como el Palacio Municipal del partido de Moreno. Hoy en día es el recinto de sesiones del Consejo Deliberante y portal de acceso a la construcción moderna, donde funcionan las principales áreas oficiales.

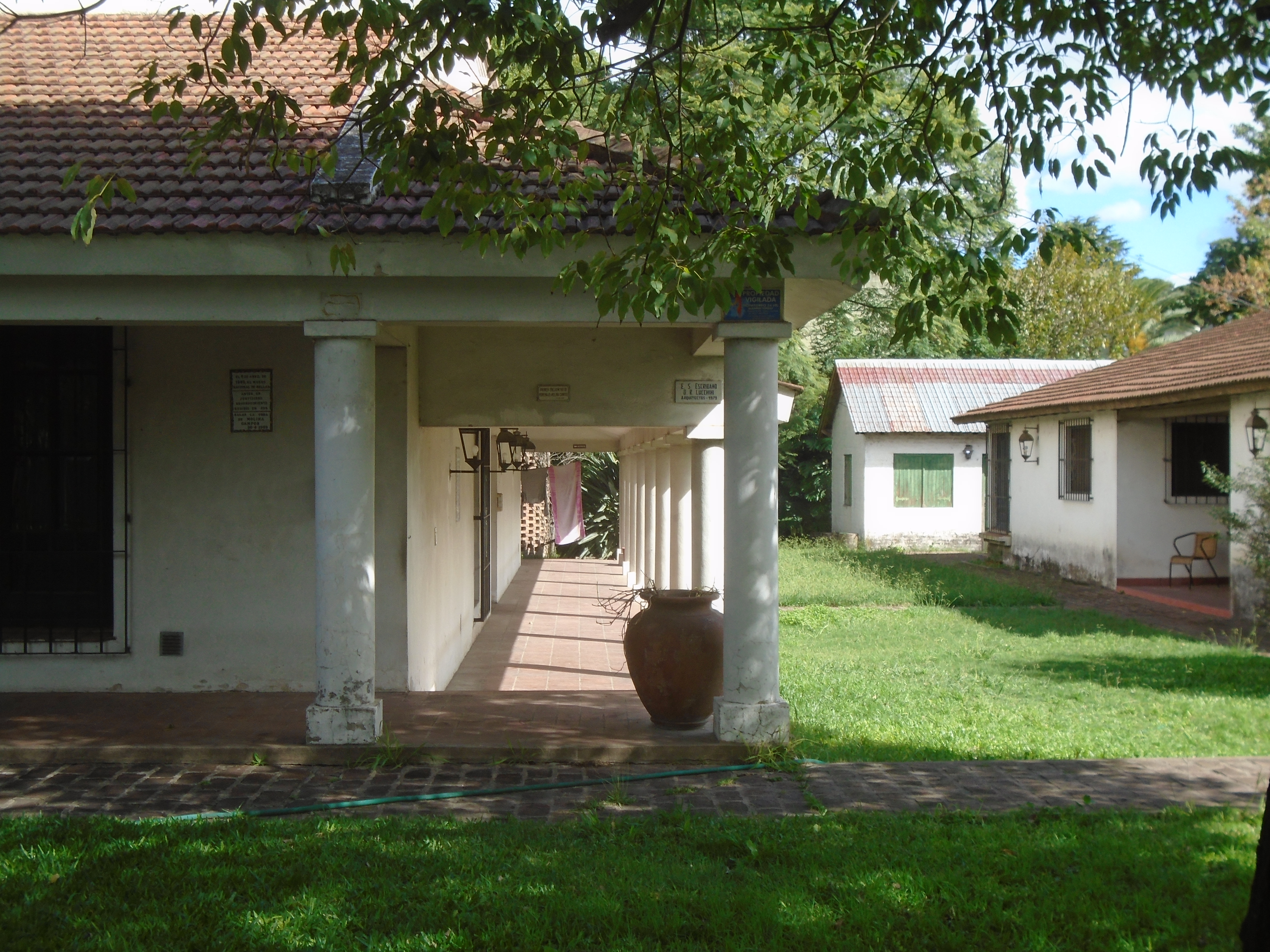
Casa y Museo del dibujante y pintor costumbrista Florencio Molina Campos (Moreno).

## Puntos de interés

### Centros comerciales
- Nine Shopping
- Moreno Shopping Center (en este se encuentra el único local de Pumper Nic en la Argentina tras el cierre de esta empresa)
- Galería Alcorta
- La Dulcecita

### Salud
- Hospital Municipal Mariano y Luciano De La Vega
- Maternidad Estela de Carlotto, Trujui
- UPA 12 Cuartel 5.º
- Clínica Privada Alcorta
- Clínica Mariano Moreno
- Farmacia Odeon
- Farmacia Alberdi (ex Vantage)
- Farmacia Altos de Moreno (ex Vantage)

### Negocios
- Casa del Audio
- Frávega
- Solo Deportes
- Artime Onega
- Dexter
- Zona Fitness
- RB Hogar
- Coppel

### Gastronomía
- McDonald's
- Almacén de cerveza artesanal
- Burger King
- Mostaza
- Havanna
- Café Martínez
- Bonafide
- Sabores del Oeste - Pizzas, empanadas y helados artesanales
- Las Medialunas del Abuelo
- El Cóndor Plaza
- La Curva
- La Farola
- La Pérgola helados
- El Angelus, casa de pan
- Pizza Libre Plaza Mayor
- Panadería La Porteña
- La Vieja Churrería

### Supermercados
- Maxiconsumo
- Carrefour
- Coto
- Vea
- Dia
- Vital
- Crocco
- De Paso
- Chango Mâs

## Ciudades hermanadas
- Paso del Rey, Buenos Aires, Argentina
- Francisco Álvarez, Buenos Aires, Argentina

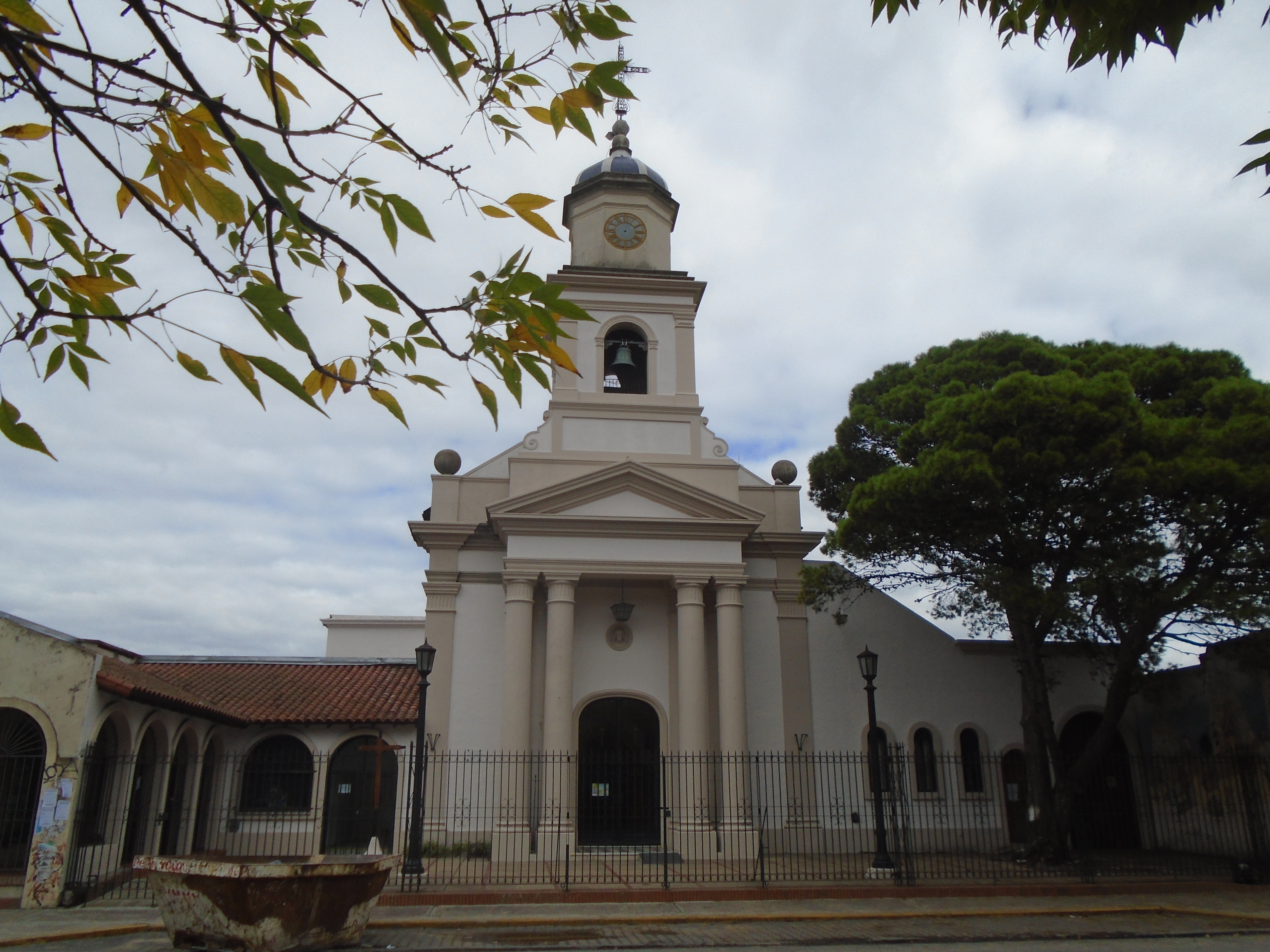
Catedral Nuestra Señora del Rosario (Moreno).

- Lujan, Buenos Aires, Argentina
- Trujui, Buenos Aires, Argentina

## Parroquias de la Iglesia católica en Moreno
| Diócesis   | Merlo-Moreno |
| ---------- | --- |
| Parroquias | Catedral Nuestra Señora del Rosario, Santa María de Guadalupe, San Martín de Porres, María Madre de Dios, María Auxiliadora, San José, Nuestra Señora de Itatí |